# Княжество Гирокастра
Княжество Гирокастра (1386—1418) — средневековое государство на территории Албании. Было создано в 1386 году Гьоном Зенебиши и охватывало область вокруг замка Гирокастра (современная Южная Албания). Княжество было завоевано турками в 1414 году, но Гьон Зенебиши смог сплотить местное население и восстановить свою власть. В 1418 году турки-османы окончательно завоевали княжество.

## Создание
В 1380 году Гьон Зенебиши был назначен севастократором[кем?] и префектом в области Теспротия, рядом с Дельвиной. Он был также правителем в замках Пирго и Саяда. После первого вторжения турок Иоанн Зеневиси признал себя вассалом султана Мурада I, предоставил ему своего сына в качестве заложника. Его сын принял ислам и стал известен как Хамза-бей, ставший одним из османских военачальников. Вскоре после победы турок в битве при Савре в 1385 году Гьон Зенебиши поднял восстание и захватил крепость Гирокастра. В 1386 году он официально принял титул князя Гирокастры.

## Соперничество с Артской деспотией
Гьон Зенебиши женился на дочери Гина Буа Шпаты, деспота Арты (1374—1399).
В апреле 1399 года Исав де Буондельмонти, царь Эпира (1385—1411), другой зять Гина Буа Шпаты, при поддержке некоторых албанских князей выступил против Гьона Зенебиши. Войско Исава было разгромлено, а сам он взят в плен. Гьон Зенебиши подчинил своей власти большую часть владения Исава в Эпире. В 1400 году после выплаты флорентийцами большого выкупа Гьон Зенебиши освободил из плена Исава.
В 1412 году Гьон Зенебиши вместе с деспотом Арты Муриком Шпатой разгромил войско царя Эпира Карло I Токко, при помощи греков захватившим несколько месяцев назад Янину. Несмотря на победу, союзники не смогли взять Янину.

## Турецкое вторжение и завоевание
В 1414 году Гьон Зенебиши потерпел поражение от османов, лишился своего княжества и бежал на остров Корфу, принадлежавший венецианцам. Через два года он был призван назад восставшими горными племенами. При поддержке венецианцев он вернул себе Гирокастру, но умер на Корфу в 1418 году. В том же году турки-османы после длительной осады взяли Гирокастру. Его сын Депе Зенебиши бежал на Корфу. В 1434 году он вернулся на материк и осадил Гирокастру, но был убит в битве с турками-османами в 1435 году.